# Bataille de Sempach
La bataille de Sempach dans la localité éponyme du canton de Lucerne a eu lieu le 9 juillet 1386.
Elle opposa les troupes du duché d'Autriche menées par Léopold III de Habsbourg, qui sera tué dans la bataille, et celles de Lucerne appuyées par des éléments provenant d'Uri, Schwytz et d'Unterwald. De nombreux nobles alsaciens qui combattirent sous la bannière des Habsbourg furent tués lors de cette bataille. On chiffre ce nombre de tués à 15 % de la noblesse alsacienne.
Elle est considérée comme l'une des batailles majeures permettant à la Confédération suisse naissante de s'affranchir des prétentions des Habsbourg.
Selon la légende, Arnold Winkelried, en se sacrifiant, aurait permis aux confédérés de percer les lignes ennemies, leur assurant ainsi la victoire.

## Contexte

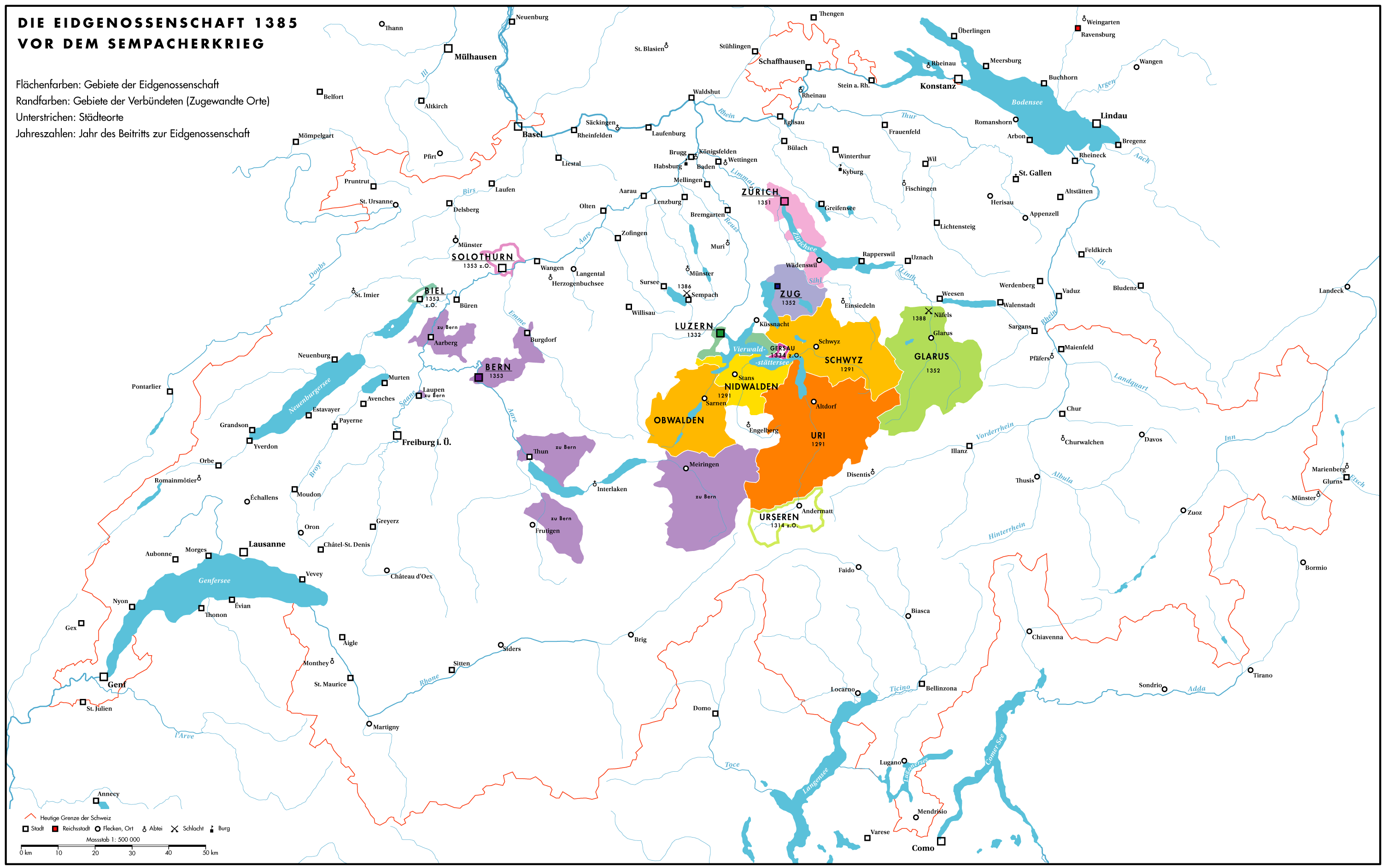
La Confédération suisse vers 1385 avant la bataille de Sempach.

Près de cent ans auparavant, les cantons d'Uri, Schwytz et Unterwald se sont unis, en août 1291, dans une alliance défensive.
Les Habsbourg avaient à cette époque d'autres soucis, et ils ne pouvaient comprendre la volonté des régions séparatistes situées autour du col du Gothard. Ils essayèrent, néanmoins, de temps en temps, de venir récupérer leurs biens. Le duc Léopold Ier en tant que seigneur de l'abbaye d'Einsiedeln, en 1315 marcha contre les Suisses qui avaient attaqué le lieu saint et fait prisonniers certains. Les Suisses défirent cependant son armée à Morgarten.
Lucerne avait rejoint en 1332 la confédération des Waldstätten, mais appartenait encore de droit aux Habsbourg. À partir de 1380, Lucerne commença à agrandir son territoire. Il acquit le bailliage de Weggis, conquit les villes habsbourgeoises de Rothenburg et Wolhusen, accueillit l'Entlebuch et la ville de Sempach dans sa bourgeoisie. Les baillis Petermann Ier von Grünenberg (de), Peter von Thorberg (de) et Claus Trube furent expulsés.
Léopold III de Habsbourg assembla péniblement derrière sa bannière la noblesse souabe et argovienne à Brugg. La Confédération avait également été rejointe par Zurich (1351), Glaris (1352), Zug (1352) et Berne (1353). La ville de Berne, que les Confédérés avaient pourtant aidée lors de la guerre de Laupen, se tint en retrait et n'apporta aucune aide aux Confédérés à Sempach.

## La bataille

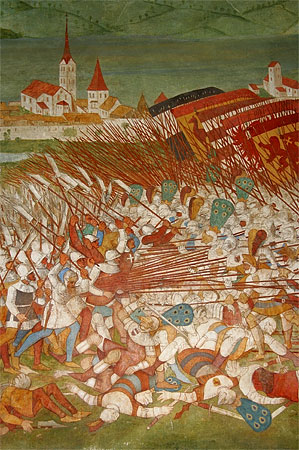
Fresque à l'intérieur de la chapelle du champ de bataille.

Léopold III avait eu de la peine à lever une armée pour mener sa campagne. Les mercenaires recrutés coûtaient très cher. Léopold dut mettre en gage certaines de ses terres d'Italie du Nord. Cela en valait la peine selon lui, car il n'acceptait en aucun cas d'abandonner sa suzeraineté sur la Suisse sans combattre. Après que l'armée se fut assemblée à Brugg, Léopold marcha tout d'abord, à la tête de ses chevaliers et de ses soldats, sur Lucerne. Ils furent bientôt repérés par les Confédérés mais ceux-ci pensèrent que les Autrichiens voulaient attaquer Zurich et ils rassemblèrent une importante armée. Lorsqu'ils se rendirent compte de leur erreur, ils déplacèrent leur troupe à marche forcée en direction de Lucerne.
Non loin de Sempach, dans la ville habsbourgeoise de Sursee, Léopold passa sa dernière nuit dans un camp militaire. Au petit matin du 9 juillet, sous le commandement de Johann von Ochsenstein (de) et de Hans Truchsess von Waldburg, l'armée s'ébranla en direction de Sempach, où elle allait rencontrer l'armée confédérée.
Sur une colline, le duc fit mettre pied à terre à ses chevaliers et fit mettre en place une ligne de défense avec des lances. Les chevaliers s'attendaient à une attaque frontale, pensant que leurs quatre lignes de lanciers formaient un obstacle insurmontable. Contrairement aux chevaliers, les Suisses portaient un équipement léger, chaque homme portant sa hallebarde.

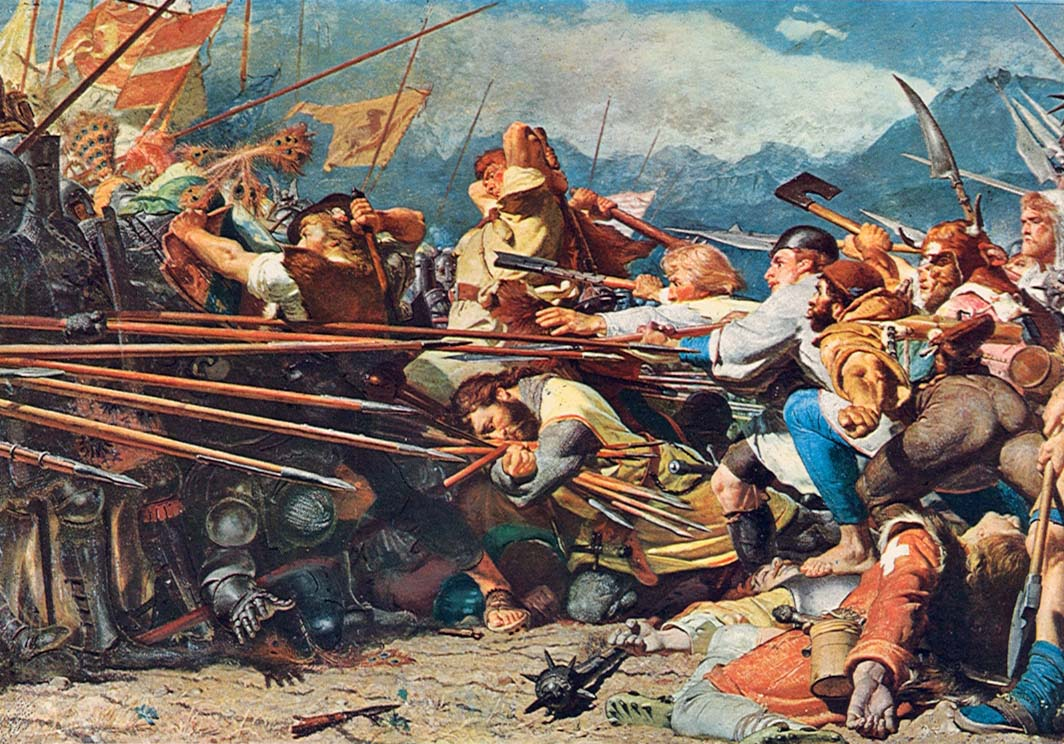
Mort de Winkelried à Sempach, peinture de Konrad Grob (1828–1904).

Après avoir dit une courte prière, les Confédérés attaquèrent cette position qui semblait inexpugnable. Ils se brisèrent littéralement, perdant lors du premier choc environ 60 Lucernois, dont leur chef, l'avoyer Petermann von Gundoldingen (de). Selon la légende, un homme d'Unterwald, Arnold von Winkelried, se sacrifia alors. Il se jeta contre les lances et ouvrit ainsi une brèche dans le mur ennemi, ce qui permit aux Confédérés d'enfoncer le dispositif ennemi. Ensuite, les fameuses hallebardes suisses infligèrent de lourdes pertes aux chevaliers que leurs armures handicapaient plus qu'elles ne les protégeaient. Le duc Léopold est mort et, avec lui, un grand nombre de nobles et de chevaliers. Le duc fut enterré dans le cloître de Königsfelden, près de Brugg, où la veuve de son ancêtre assassiné, Albert Ier, avait érigé le mausolée en 1308. Les Confédérés, de leur côté, restèrent encore trois jours sur le champ de bataille pour prier.
La fine fleur de la chevalerie alsacienne disparaît dans la tourmente : il n'est pas une famille qui ne soit touchée : Andlau, Ochsenstein, Morimont, Géroldseck, Müllenheim, Waldner, Reinach, Ottenheim, Tierstein, Dicka… Parmi les alliés suisses des Habsbourg, on compte notamment l'avoyer de Zofingue Niklaus Thut, qui aurait selon la légende mangé la bannière de sa ville pour éviter qu'elle tombe en mains ennemies.

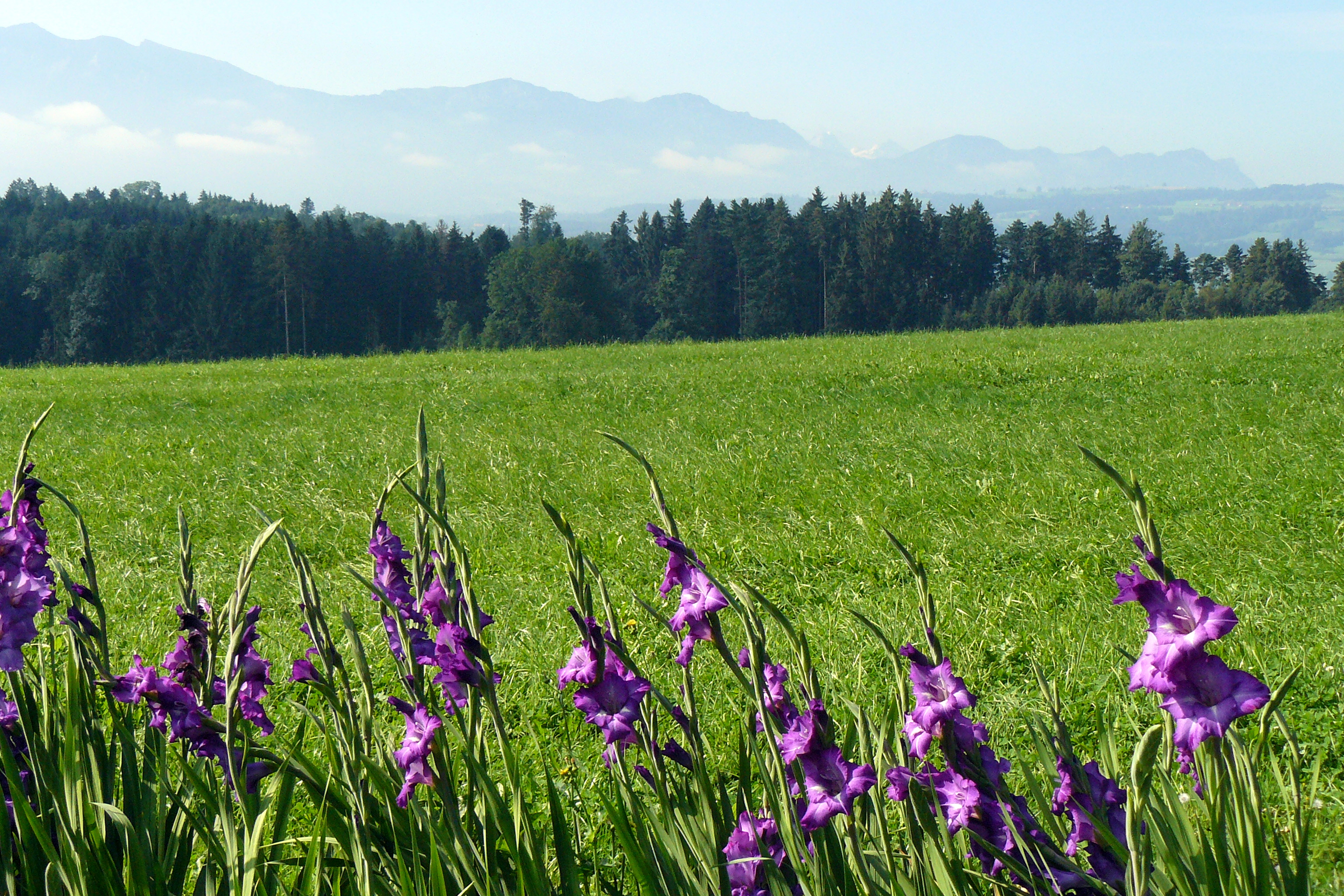
Lieu de la bataille de Sempach, aujourd'hui.

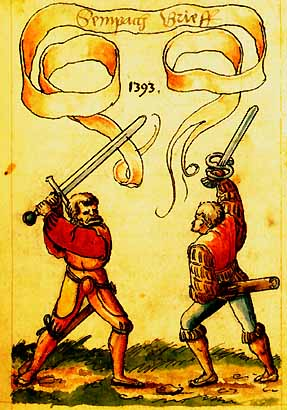
Illustration de la bataille (1550).

## Jeux de simulations historiques
- Épées et hallebardes : Morgarten 1315, Sempach 1386 et Grandson 1476, de Frédéric Bey, série au Fil de l'Épée, Vae Victis no 81, 2008.